# Pistolløbssekvens
Pistolløbssekvensen i James Bond-filmene er den kendte åbningsscene i næsten alle James Bond-film, der viser en gående James Bond (spillet af forskellige skuespillere efter hvilken film det er), som vender sig mod kameraet, der filmer gennem et pistolløb, og skyder en lejemorder ikke vist. Mange forskellige pistolløbssekvenser er blevet lavet gennem årene for eksempel George Lazenbys.